# Labranzagrande
Labranzagrande è un comune della Colombia facente parte del dipartimento di Boyacá.
Il centro abitato venne fondato da un gruppo di gesuiti nel 1586, mentre l'istituzione del comune è del 1º aprile 2008.